# Parti du peuple d'abord (Taïwan)
Le Parti du peuple d'abord (親民黨 « Qinmindang », fondé en 2000, est l'un des 4 grands partis taïwanais.

## Histoire
Le Qinmindang forme avec le Kuomintang la coalition pan-bleue, et signe en mai 2005 des accords de réunification entre Taïwan (république de Chine (Taïwan)) et la Chine continentale (république populaire de Chine) avec le Parti communiste chinois, établissant une zone de libre échange de biens et de personnes entre les deux parties du détroit et déclarant Taïwan province autonome.
Ils sont opposés en cela à la coalition pan-verte composée du Parti démocrate progressiste, du Parti du nouveau pouvoir, de l'Union pour la solidarité de Taïwan (TSU), et du Parti pour l'indépendance de Taïwan (en) (TAIP).

## Résultats électoraux

### Élections présidentielles
| Année | Candidat                          | Colistier                         | Voix                              | %                                 | Résultat                          |
| ----- | --------------------------------- | --------------------------------- | --------------------------------- | --------------------------------- | --------------------------------- |
| 2000  | James Soong                       | Chang Chau-hsiung                 | 4 664 932                         | 36,8                              |                                   |
| 2004  | Soutien au candidat du Kuomintang | Soutien au candidat du Kuomintang | Soutien au candidat du Kuomintang | Soutien au candidat du Kuomintang | Soutien au candidat du Kuomintang |
| 2008  |                                   |                                   |                                   |                                   |                                   |
| 2012  | James Soong Chu-yu                | Lin Ruey-shiung                   | 369 588                           | 2,77                              |                                   |
| 2016  | James Soong Chu-yu                | Hsu Hsin-ying (MKT)               | 1 576 861                         | 12,84                             |                                   |
| 2020  | James Soong Chu-yu                | Sandra Yu                         | 608 590                           | 4,26                              |                                   |

### Élections législatives
| Année | Sièges   | Voix      | %    | Gouvernement |
| ----- | -------- | --------- | ---- | ------------ |
| 2001  | 46 / 225 | 1 917 836 | 20,3 |              |
| 2004  | 34 / 225 | 1 350 613 | 14,8 |              |
| 2008  | 1 / 113  | 28 254    | 0,3  |              |
| 2012  | 3 / 113  | 722 089   | 5,5  |              |
| 2016  | 3 / 113  | 794 838   | 6,5  |              |